# ارتم خولود
ارتم خولود (اوکراینی: Артем Олегович Холод؛ زادهٔ ۲۲ ژانویهٔ ۲۰۰۰) بازیکن فوتبال است.
وی همچنین در تیم‌های ملی فوتبال Ukraine national under-17 football team و Ukraine national under-19 football team بازی کرده‌است.